# 요리

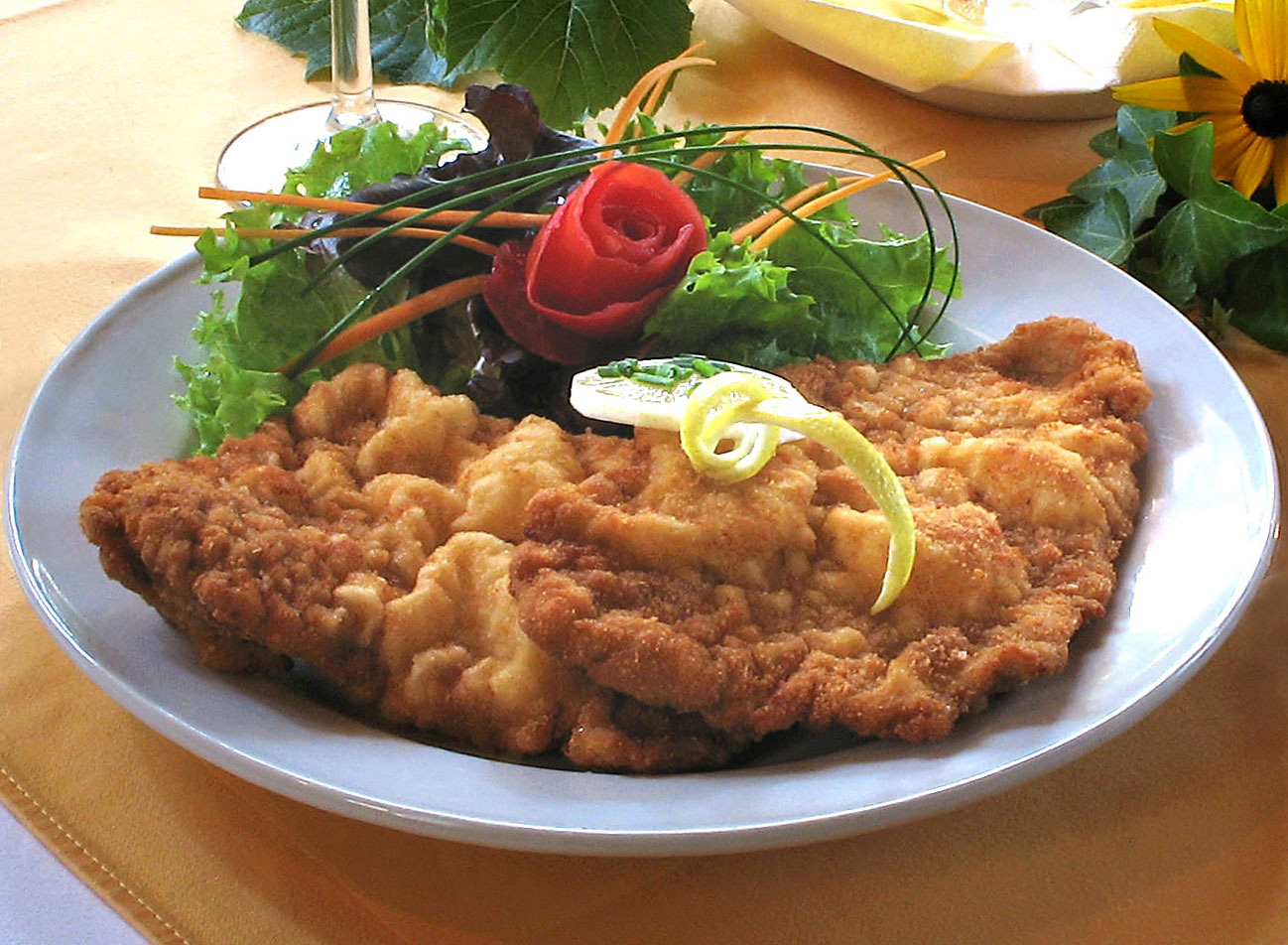
중앙 유럽 요리의 한 예로 비엔나 슈니첼이 있다. 그것은 지역의 재료들과 지역의 요리 스타일에 따라 준비된다.

요리(문화어: 료리)는 음식을 가공하는 행위 자체를 의미한다. 요리는 독특한 재료, 기법 및 요리를 특징으로 하며 일반적으로 특정 문화나 지리적 지역과 관련된 요리 스타일이다. 지역 음식 준비 기술, 풍습, 재료가 결합되어 지역 고유의 요리가 탄생한다. 크게 나누어 지역별로, 시대별로 그 종류를 구분할 수 있다.

## 용어
각종 재료를 준비하는 과정에서부터 여러 가지 과정을 거쳐 음식을 만들고 시식 후 처리하는 일련의 과정을 말한다.
요리는 여러 조리과정을 거쳐 음식을 만드는 것이나 그 음식을 말하며 주로 가열한 것을 말한다. 조리(調理)는 요리를 만드는 일이나 그 방법, 과정 등을 말한다.
음식의 조리법을 뜻하는 레서피(또는 레시피, 영어: recipe /ˈrɛsəpi/[*])는 조리법으로 순화어를 쓰도록 되었다.
그리고 가스레인지나 풍로를 비롯, 조리를 자체적으로 하는 행위의 일종인 취사도 역시 요리의 일부를 구성한다.

## 나라별 요리
문명이 출현하면서 사회집단 또는 부족에 따라서 전통적인 요리법이 정착되기 시작했다. 기후, 토양, 동물 분포와 같은 지역적인 요인에 따라서 서로 다른 전통이 만들어졌다. 사람들이 얼마나 청결한 것을 좋아하는가와 자신들의 사회구조를 지키기 위해서 어떤 종교적 금기를 지키는가에 따라서 요리법이 달라지기도 했다. 전통 음식은 국가, 지역별로 다음과 같이 나뉜다:

## 요리의 기원
요리를 통해 소화하기가 쉬워지고 더 많은 에너지를 얻을 수 있으며 독성이 중화된다.

### 아시아
| 동아시아 - 한국 요리 - 중국 요리 - 일본 요리 - 몽골 요리 - 타이완 요리 - 조선민주주의인민공화국 요리 - 홍콩 요리 - 마카오 요리 | 동남아시아 - 태국 요리 - 라오스 요리 - 베트남 요리 - 미얀마 요리 - 필리핀 요리 - 인도네시아 요리 - 캄보디아 요리 - 싱가포르 요리 - 브루나이 요리 - 동티모르 요리 - 말레이시아 요리 | 남아시아 - 인도 요리 - 네팔 요리 - 파키스탄 요리 - 티베트 요리 - 스리랑카 요리 - 부탄 요리 - 몰디브 요리 - 방글라데시 요리 |

| 서아시아 - 레바논 요리 - 바레인 요리 - 예멘 요리 - 오만 요리 - 이라크 요리 - 이스라엘 요리 - 쿠웨이트 요리 - 파키스탄 요리 - 아프가니스탄 요리 - 조지아 요리 - 튀르키예 요리 - 이란 요리 - 키프로스 요리 - 카타르 요리 - 사우디아라비아 요리 - 시리아 요리 - 아랍에미리트 요리 - 요르단 요리 - 팔레스타인 요리 | 중앙아시아 - 위구르 요리 - 타지기스탄 요리 - 투르크메니스탄 요리 - 우즈베키스탄 요리 - 키르기스스탄 요리 - 카자흐스탄 요리 |  |

### 유럽
- 양식

| 북유럽 - 덴마크 요리 - 라트비아 요리 - 스웨덴 요리 - 노르웨이 요리 - 핀란드 요리 - 아이슬란드 요리 - 에스토니아 요리 | 서유럽 - 영국 요리 - 네덜란드 요리 - 아일랜드 요리 - 프랑스 요리 - 벨기에 요리 | 남유럽 - 스페인 요리 - 포르투갈 요리 - 그리스 요리 - 마케도니아 요리 - 몬테네그로 요리 - 보스니아 헤르체고비나 요리 - 이탈리아 요리 - 산마리노 요리 - 세르비아 요리 |

| 중앙유럽 - 스위스 요리 - 슬로바키아 요리 - 체코 요리 - 폴란드 요리 - 헝가리 요리 - 독일 요리 - 오스트리아 요리 - 룩셈부르크 요리 | 동유럽 - 러시아 요리 - 우크라이나 요리 - 벨라루스 요리 - 루마니아 요리 |  |

### 아메리카
- 미국 요리
- 캐나다 요리
- 멕시코 요리
- 쿠바 요리
- 아이티 요리
- 자메이카 요리
- 도미니카 공화국 요리
- 바하마 요리
- 앤티가 바부다 요리
- 푸에르토리코 요리
- 도미니카 연방 요리
- 세인트루시아 요리
- 바베이도스 요리
- 세인트빈센트 그레나딘 요리
- 세인트키츠 네비스 요리
- 그레나다 요리
- 과테말라 요리
- 벨리즈 요리
- 온두라스 요리
- 엘살바도르 요리
- 니카라과 요리
- 코스타리카 요리
- 파나마 요리
- 콜롬비아 요리
- 에콰도르 요리
- 베네수엘라 요리
- 가이아나 요리
- 수리남 요리
- 페루 요리
- 볼리비아 요리
- 파라과이 요리
- 브라질 요리
- 칠레 요리
- 우루과이 요리
- 아르헨티나 요리

| - 가나 요리 - 가봉 요리 - 감비아 요리 - 기니 요리 - 기니비사우 요리 - 나미비아 요리 - 나이지리아 요리 - 남수단 요리 - 남아공의 요리 - 니제르 요리 - 라이베리아 요리 - 르완다 요리 - 리비아 요리 - 마다가스카르 요리 - 말라위 요리 - 말리 요리 - 모로코 요리 - 모리셔스 요리 - 모리타니 요리 - 모잠비크 요리 - 베냉 요리 - 보츠와나 요리 - 부룬디 요리 - 부르키나파소 요리 - 상투메 프린시페 요리 - 세네갈 요리 - 세이셸 요리 - 소말리아 요리 - 소말릴랜드 요리 - 수단 요리 - 시에라리온 요리 - 알제리 요리 - 앙골라 요리 - 에리트레아 요리 - 에스와티니 요리 - 에티오피아 요리 - 우간다 요리 - 이집트 요리 - 잠비아 요리 - 적도 기니 요리 - 지부티 요리 - 짐바브웨 요리 - 차드 요리 - 카메룬 요리 - 카보베르데 요리 - 케냐 요리 - 코모로 요리 - 코트디부아르 요리 - 콩고 공화국 요리 - 콩고 민주 공화국 요리 - 탄자니아 요리 - 토고 요리 - 튀니지 요리 |

## 현대의 가공식품
- 인스턴트 식품
- 패스트 푸드

## 같이 보기
- 요리법
- 음식 사진
- 조리 (음식)
- 조리법
- 식사
- 식사 준비
- 취미